# Schachbundesliga 2019/20 (Österreich, Frauen)
Die Saison 2019/20 war die neunte Spielzeit der österreichischen Frauenbundesliga im Schach.
Die zehn teilnehmenden Mannschaften sollten ein einfaches Rundenturnier ausspielen, das jedoch wegen der COVID-19-Pandemie nach 6 von 9 Runden abgebrochen wurde; der Zwischenstand wurde als Endstand gewertet. Erstmals wurde in dieser Saison auch eine 2. Bundesliga ausgetragen, deren Sieger das Recht hatte, gegen den Tabellenletzten der 1. Bundesliga einen Stichkampf um den Aufstieg zu spielen, dennoch blieb das Schlusslicht SK DolomitenBank Lienz in der Liga. Meister wurde der SK Advisory Invest Baden, der den Titelverteidiger ASVÖ Pamhagen auf den zweiten Platz verwies.
Zu den gemeldeten Mannschaftskadern der teilnehmenden Vereine siehe Mannschaftskader der österreichischen 1. Bundesliga im Schach 2019/20 (Frauen).

## Tabelle
| Pl. | Verein                                     | Sp | G | U | V | MP    | Brett-P.  |
| --- | ------------------------------------------ | -- | - | - | - | ----- | --------- |
| 01. | SK Advisory Invest Baden                   | 6  | 6 | 0 | 0 | 12:0  | 18,0:06,0 |
| 02. | ASVÖ Pamhagen (M)                          | 6  | 5 | 1 | 0 | 11:01 | 18,0:06,0 |
| 03. | Schach ohne Grenzen                        | 6  | 4 | 1 | 1 | 09:03 | 15,0:09,0 |
| 04. | SG Steyr                                   | 6  | 3 | 2 | 1 | 08:04 | 12,0:12,0 |
| 05. | ASVÖ Wulkaprodersdorf                      | 6  | 2 | 2 | 2 | 06:06 | 11,0:13,0 |
| 06. | Mayrhofen/SK Zell/Zillertal                | 6  | 2 | 1 | 3 | 05:07 | 12,5:11,5 |
| 07. | SV Grafik-Druck Knapp St. Veit an der Glan | 6  | 1 | 1 | 4 | 03:09 | 11,0:13,0 |
| 08. | SV Kärntner Stub’n Rapid Feffernitz        | 6  | 1 | 1 | 4 | 03:09 | 08,5:15,5 |
| 09. | SK Dornbirn                                | 6  | 1 | 1 | 4 | 03:09 | 06,5:17,5 |
| 10. | SK DolomitenBank Lienz                     | 6  | 0 | 0 | 6 | 00:12 | 07,5:16,5 |

Entscheidungen:
|     | Österreichischer Frauen-Meister: SK Advisory Invest Baden |
| (M) | Meister der letzten Saison                                |

## Spieltermine und -orte
| Runde | Datum      | Beginnzeit | Spielort               |
| ----- | ---------- | ---------- | ---------------------- |
| 01    | 11.10.2019 | 15:00 Uhr  | Linz                   |
| 02    | 12.10.2019 | 14:00 Uhr  | Linz                   |
| 03    | 13.10.2019 | 10:00 Uhr  | Linz                   |
| 04    | 10.01.2020 | 15:00 Uhr  | Sankt Veit an der Glan |
| 05    | 11.01.2020 | 14:00 Uhr  | Sankt Veit an der Glan |
| 06    | 12.01.2020 | 10:00 Uhr  | Sankt Veit an der Glan |
| 07    | --.--.---- | --:-- Uhr  | -- 1                   |
| 08    | --.--.---- | --:-- Uhr  | -- 1                   |
| 09    | --.--.---- | --:-- Uhr  | -- 1                   |

## Kreuztabelle
| Ergebnisse | Ergebnisse                                 | 01. | 02. | 03. | 04. | 05. | 06. | 06. | 08. | 09. | 10. |
| ---------- | ------------------------------------------ | --- | --- | --- | --- | --- | --- | --- | --- | --- | --- |
| 01.        | SK Advisory Invest Baden                   |     |     |     | 4   |     | 2½  | 2½  | 3   | 3½  | 2½  |
| 02.        | ASVÖ Pamhagen                              |     |     | 3½  | 2   |     | 2½  |     | 3   | 4   | 3   |
| 03.        | Schach ohne Grenzen                        |     | ½   |     |     | 2½  | 2   |     | 3½  | 3½  | 3   |
| 04.        | SG Steyr                                   | 0   | 2   |     |     | 2   | 2½  | 2½  |     | 3   |     |
| 05.        | ASVÖ Wulkaprodersdorf                      |     |     | 1½  | 2   |     | ½   | 2   | 2½  |     | 2½  |
| 06.        | Mayrhofen/SK Zell/Zillertal                | 1½  | 1½  | 2   | 1½  | 3½  |     | 2½  |     |     |     |
| 07.        | SV Grafik-Druck Knapp St. Veit an der Glan | 1½  |     |     | 1½  | 2   | 1½  |     |     | 1½  | 3   |
| 08.        | SV Kärntner Stub’n Rapid Feffernitz        | 1   | 1   | ½   |     | 1½  |     |     |     | 2   | 2½  |
| 09.        | SK Dornbirn                                | ½   | 0   | ½   | 1   |     |     | 2½  | 2   |     |     |
| 10.        | SK DolomitenBank Lienz                     | 1½  | 1   | 1   |     | 1½  |     | 1   | 1½  |     |     |

## Die Meistermannschaft
| 1.            | SK Advisory Invest Baden                                            |
| Schachfiguren | Laura Unuk, Denise Trippold, Teja Vidic, Karmen Mar, Monika Molnar. |